# Куты (Ивано-Франковская область)
Ку́ты (укр. Кути) — посёлок в Косовском районе Ивано-Франковской области Украины. Административный центр Кутской поселковой общины.

## История

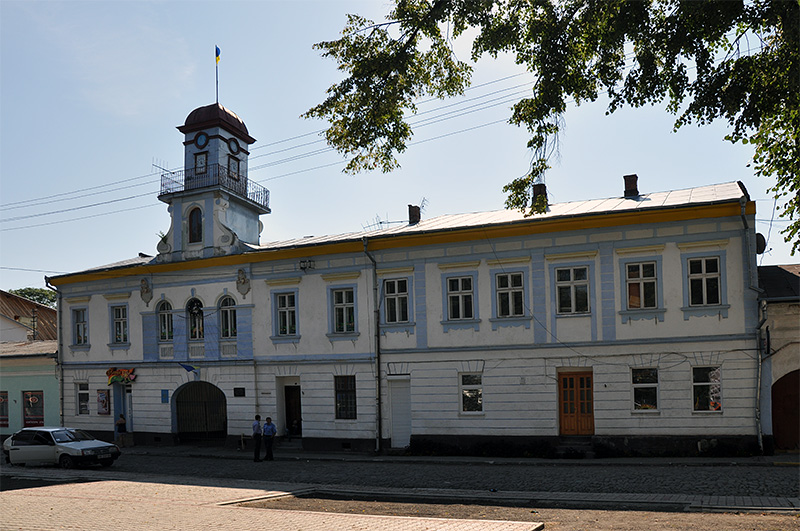
Ратуша

Первое письменное упоминание о населенном пункте датируется 1448 годом, когда владельцем Кутов был шляхтич Михал с Войнилова. Некоторые[какие?] исследователи называют и другие даты: 1427 и 1442 года.
17 сентября 1939 года в Кутах находились президент и руководство Польши, приняв решение об эвакуации из страны в Румынию в ответ на начало Польского похода Красной армии.
В январе 1989 года численность населения составляла 4698 человек.
На 1 января 2013 года численность населения составляла 4073 человек.